# Atractocerus brevicornis
Atractocerus brevicornis är en skalbaggsart som först beskrevs av Carl von Linné 1766.  Atractocerus brevicornis ingår i släktet Atractocerus och familjen varvsflugor. Inga underarter finns listade i Catalogue of Life.